# Bandiera di Zhenglan
La bandiera di Zhenglan (正蓝旗S, Zhènglán QíP) è una bandiera della Cina, situata nella regione autonoma della Mongolia Interna e amministrata dalla lega di Xilin Gol.